# Beilschmiedia immersinervis
Beilschmiedia immersinervis är en lagerväxtart som beskrevs av Sachiko Nishida. Beilschmiedia immersinervis ingår i släktet Beilschmiedia och familjen lagerväxter. Inga underarter finns listade i Catalogue of Life.